# 岡部有治
岡部 有治（おかべ ゆうじ、1942年8月25日 - ）は、日本の経営者。メルシャン社長を務めた。

## 来歴・人物
福岡県出身。1966年に早稲田大学第一政治経済学部を卒業し、同年に味の素に入社。1995年に取締役に就任し、1999年に常務、2001年に専務を経て、2004年1月にはメルシャン社長に就任。2009年3月には取締役相談役に退いた。